# IF富格拉菲厄泽
IF富格拉菲厄泽（简称）是法罗群岛的足球俱乐部，位于富格拉菲厄泽，球队的主场为富格拉菲厄泽体育场。该俱乐部在1979年获得了至今唯一的一次法羅群島足球超級聯賽冠军。另外他们还赢得过4次法罗群岛足球甲级联赛的冠军。

## 球队荣誉
- 法羅群島足球超級聯賽：1次
  - 1979
- 法罗群岛足球甲级联赛：4次
  - 1984, 1987, 2003, 2018